# Фергюсон, Даррен
Да́ррен Фе́ргюсон (англ. Darren Ferguson; родился 9 февраля 1972 года в Глазго) — шотландский футболист и футбольный тренер. C 2015 по 2018 годы был главным тренером клуба «Донкастер Роверс».
Начал карьеру в клубе «Манчестер Юнайтед» под руководством своего отца Алекса Фергюсона. Играл на позиции полузащитника. Впоследствии выступал за клубы «Вулверхэмптон Уондерерс», «Рексем» и ряд других.
В январе 2007 года стал играющим тренером клуба «Питерборо Юнайтед», выступавшего во Второй Футбольной лиге. В течение следующих двух сезонов Фергюсон вывел клуб сначала в Первую Футбольную лигу, а затем и в Чемпионат Футбольной лиги. 9 ноября 2009 года он был снят с должности главного тренера «Питерборо».
6 января 2010 года Даррен Фергюсон был назначен главным тренером «Престон Норт Энд».
29 декабря 2010 года был отправлен в отставку из-за плохих результатов клуба, который по итогам сезона выбыл из Чемпионшипа. 12 января 2011 года вернулся в «Питерборо Юнайтед» после неожиданного ухода с поста Гарри Джонсона.

## Карьера игрока

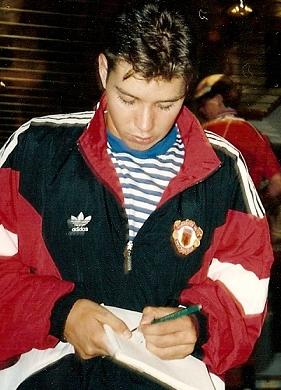
Фергюсон в 1992 году

Даррен Фергюсон — сын бывшего главного тренера «Манчестер Юнайтед» Алекса Фергюсона. У него двое братьев: старший брат Марк и брат-близнец Джейсон.
Даррен является воспитанником молодёжной академии «Манчестер Юнайтед». В 1990 году он дебютировал в матче за основной состав клуба. В сезоне 1992/93 Даррен сыграл во всех 15 стартовых матчах новообразованной Премьер-лиги, заменяя травмированного Брайана Робсона. С ноября 1992 года он уже не играл в чемпионате, но и сыгранных до этого матчей было достаточно для получения чемпионской медали по итогам сезона.
В следующем сезоне Даррен провёл лишь пять матчей за основной состав и в итоге был продан в «Вулверхэмптон Уондерерс» за £250 000.
Он провёл за «Вулверхэмптон» пять сезонов, в течение которых «волки» дважды выходили в плей-офф Первого дивизиона и четыре раза финишировали в первой десятке, но ни разу не смогли добиться выхода в Премьер-лигу.
В 1999 году Даррен Фергюсон перешёл в голландский клуб «Спарта Роттердам», но не заиграл в нём и в том же году вернулся в Британию, перейдя в клуб «Рексем». За «Рексем» он играл до 2007 года, проведя более 300 матчей и забив более 50 голов. В 2003 году он помог свому клубу выйти во Второй дивизион. Также он выиграл Трофей Футбольной лиги в сезоне 2004/05.

## Достижения

### В качестве игрока
Манчестер Юнайтед
- Чемпион Премьер-лиги: 1992/93
- Обладатель Суперкубка Англии: 1993

 Рексем
- Трофей Футбольной лиги: 2004/05

### В качестве тренера
- 2-е место во Второй Футбольной лиге (выход в Первую Футбольную лигу): 2007/08 — Питерборо Юнайтед
- 2-е место в Первой Футбольной лиге (выход в Чемпионшип): 2008/09 — Питерборо Юнайтед

## Тренерская статистика
| Клуб              | Страна | Начало работы  | Завершение работы | Показатели | Показатели | Показатели | Показатели | Показатели |
| Клуб              | Страна | Начало работы  | Завершение работы | М          | В          | П          | Н          | % побед    |
| ----------------- | ------ | -------------- | ----------------- | ---------- | ---------- | ---------- | ---------- | ---------- |
| Питерборо Юнайтед | Англия | 21 января 2007 | 9 ноября 2009     | 145        | 73         | 40         | 32         | 50,34      |
| Престон Норт Энд  | Англия | 6 января 2010  | 29 декабря 2010   | 49         | 13         | 25         | 11         | 26,53      |
| Питерборо Юнайтед | Англия | 12 января 2011 | 22 февраля 2015   | 222        | 88         | 93         | 41         | 39,64      |
| Итого             | Итого  | Итого          | Итого             | 416        | 174        | 158        | 84         | 41,83      |